# Phyllanthus acutifolius
Phyllanthus acutifolius Poir. ex Spreng., 1826 è una pianta arbustiva della famiglia delle Fillantacee, endemica del sud-est del Brasile, ove è comunemente nota come quebra-pedra (in italiano rompi-pietre)
Viene utilizzata nella medicina popolare per eliminare i calcoli delle vie urinarie: non deve essere confusa con Phyllanthus niruri usata anch'essa per scopi curativi.

## Descrizione
Si presenta come un arbusto di 50–80 cm d'altezza, foglie ellittiche e con organi maschili e femminili in fiori separati.

## Distribuzione e habitat
La specie è endemica nella Serra da Mantiqueira, Regione Sudest del Brasile.